# Vincent (televisieserie)
Vincent is een Engelse detectiveserie geproduceerd door ITV. Er werden twee seizoenen gemaakt en uitgezonden in 2005 en 2006 met Ray Winstone in de titelrol en Suranne Jones als zijn partner.

## Verhaallijn
Privé-detective Vincent Gallagher is een voormalige agent en een eigenwijze, gepassioneerde man, die soms vergeet dat hij met zijn werk bezig is en niet op kruistocht is. Hij doet zijn werk met hart en ziel. Elke aflevering van de serie vormt een op zichzelf staand verhaal, waarin hij met zijn team van medewerkers een zaak oplost.

## Acteurs
- Ray Winstone als Vincent Gallagher
- Suranne Jones als Beth
- Eva Pope als Cathy
- Angel Coulby als Gillian
- Ian Puleston-Davies als John
- Joe Absolom als Robert